# Neumarkt in der Oberpfalz
För andra betydelser, se Neumarkt.
Neumarkt in der Oberpfalz (förkortas officiellt Neumarkt i.d.OPf.) är en stad i förbundslandet Bayern i Tyskland. Staden är huvudort och Große Kreisstadt i Landkreis Neumarkt in der Oberpfalz i Regierungsbezirk Oberpfalz och har cirka 41 000 invånare.

## Kända stadsbor
- Carina Dengler (1994-), skådespelerska
- Dietrich Eckart (1868-1923), nationalsocialistisk publicist
- Kristofer av Bayern (1416-1448), kung av Sverige, Norge och Danmark